# ناتاشا کورولیووا
ناتاشا کورولیووا (روسی: Ната́лия Влади́мировна Порыва́й؛ زادهٔ ۳۱ مهٔ ۱۹۷۳) خواننده اهل اوکراین است. وی از سال ۱۹۸۵ میلادی تاکنون مشغول فعالیت بوده‌است.
وی همچنین برندهٔ جوایزی همچون نشان دوستی شده‌است.